# Baroalba Creek
Baroalba Creek är ett vattendrag i Australien. Det ligger i territoriet Northern Territory, omkring 200 kilometer öster om territoriets huvudstad Darwin.
I omgivningarna runt Baroalba Creek växer huvudsakligen savannskog. Trakten runt Baroalba Creek är nära nog obefolkad, med mindre än två invånare per kvadratkilometer. Genomsnittlig årsnederbörd är 1 667 millimeter. Den regnigaste månaden är januari, med i genomsnitt 406 mm nederbörd, och den torraste är juni, med 1 mm nederbörd.